# Tripartitum

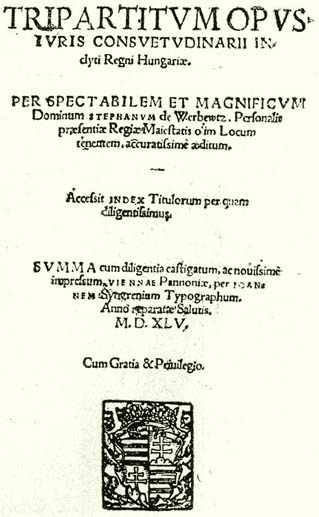
Titulní strana vídeňského vydání Tripartita z roku 1545

Tripartitum nebo též Opus tripartitum (plným názvem Tripartitum opus iuris consuetudinarii inlycti Regni Hungariae partiumque adnexarium, česky Trojdílné zpracování obyčejového práva slavného uherského království a připojených zemí) byla uherská právní kniha, kterou sepsal a vydal zemský sudí a uherský palatin Štefan Verbőci.
Vzniklo v roce 1500–1514 z pověření krále Vladislava Jagellonského. Jeho cílem byla kodifikace feudálního právního systému a odstranění stavu právní nejistoty, která postihovala zejména nižší vrstvy šlechty.
Jeho autor rozebral, zapsal a zpracoval tehdejší platné uherské soukromé i veřejné obyčejové právo.
Uherský sněm schválil Tripartitum v roce 1514 jako návrh zákoníku. Vzhledem k tomu, že jeho text neobsahoval královu pečeť, nenabylo formálně platnost zákona. Navzdory tomu se Tripartitum začalo od roku 1514 používat. Uznávala ho soudní praxe, později rovněž zákony i právní věda, které se odvolávaly na jeho ustanovení.
Tripartitum hovořilo o jednotné šlechtě, čímž zvýhodňovalo postavení nižší šlechty a zemanstva. Po Dóžově povstání upevnilo též závislost poddaných na zeměpánech.
Do rozpadu Rakouska-Uherska mělo Tripartitum 46 vydání. První vyšlo ve Vídni v roce 1517, na Slovensku v Bardejově v roce 1632. Slovenský překlad části Tripartita ve formě slovenských marginálních poznámek obsahuje i poměrně nedávno objevený převážně latinský rukopisný kodex z poloviny 16. století uložený v Maďarské zemské knihovně v Budapešti. Je to jedinečná jazyková památka slovenštiny a doklad o používání sbírky v slovenském prostředí.
Tripartitum na Slovensku s určitými změnami vyvolanými společensko-politickými poměry platilo až do roku 1950.